# Kovács Attila (labdarúgó, 1956)
Kovács Attila (Pécs, 1956. február 24. –) válogatott labdarúgó, kapus, testnevelő tanár.

## Pályafutása

### Klubcsapatban
Édesapja Kovács József, aki az 1952-ben az NB I-ben szereplő Pécsi Lokomotív kapusa volt.
A Pécsi Sportiskolában ismerkedett meg a labdarúgással. Szerepelt a Pécsi Ércbányász, a PVSK, majd a PMSC csapatában, ahol élvonalbeli játékos lett. Innen igazolt Csepelre, ahol válogatott kapus lett. Az 1982–83-as idényben, bajnoki 4. helyezést ért el a csapattal. Az olimpiai és az A-válogatottban az elsőszámú kapus volt, mikor 1984-ben bundaügybe keveredett és eltiltották. 1986 szeptemberében tért vissza a Vasas játékosaként, ahol 14 bajnoki mérkőzésen szerepelt. Ezt követően több klubban megfordult (Kaposvári Rákóczi, Magyar Kábel, a finn Konskapoet) és 1990-ben végleg visszavonult.

### A válogatottban
1983 és 1984 között 7 alkalommal szerepelt a válogatottban. 8-szoros olimpiai válogatott (1982–84), 9-szeres utánpótlás válogatott (1979–82), 8-szoros egyéb válogatott (1983–84).

## Sikerei, díjai
- Magyar bajnokság
  - 4.: 1982–83

## Statisztika

### Mérkőzései a válogatottban
| Magyarország | Magyarország      | Magyarország                      | Magyarország  | Magyarország | Magyarország | Magyarország | Magyarország | Magyarország |
| #            | Dátum             | Helyszín                          | Hazai         | Eredmény     | Vendég       | Kiírás       | Gólok        | Esemény      |
| ------------ | ----------------- | --------------------------------- | ------------- | ------------ | ------------ | ------------ | ------------ | ------------ |
| 1.           | 1983. október 12. | Budapest, Népstadion              | Magyarország  | 0 – 3        | Anglia       | Eb-selejtező | -            |              |
| 2.           | 1983. október 26. | Budapest, Népstadion              | Magyarország  | 1 – 0        | Dánia        | Eb-selejtező | -            |              |
| 3.           | 1983. december 3. | Szaloniki, Kaftanzoglu-stadion    | Görögország   | 2 – 2        | Magyarország | Eb-selejtező | -            |              |
| 4.           | 1984. január 18.  | Cádiz, Ramón de Carranza Stadion  | Spanyolország | 0 – 1        | Magyarország | barátságos   | -            |              |
| 5.           | 1984. március 31. | Szabadka, Szpartak Stadion        | Jugoszlávia   | 2 – 1        | Magyarország | barátságos   | -            |              |
| 6.           | 1984. április 4.  | Isztambul, Beşiktaş İnönü Stadion | Törökország   | 0 – 6        | Magyarország | barátságos   | -            |              |
| 7.           | 1984. június 6.   | Brüsszel, Heysel Stadion          | Belgium       | 2 – 2        | Magyarország | barátságos   | -            |              |
|              | Összesen          |                                   |               | 7            | mérkőzés     |              | 0            | gól          |